# Festival Càntut
El Festival Càntut se celebra anualment durant la tardor a Cassà de la Selva i el seu objectiu és donar vida al cançoner online i a la música de tradició oral, així com obrir i facilitar el coneixement d’aquest repertori a nous músics i nous públics. El festival pretén donar a conèixer persones, músics, grups, entitats i col·lectius que treballin per divulgar el patrimoni musical tradicional dels Països Catalans. També vol recuperar vells espais i crear-ne de nous perquè sigui possible cantar en comunitat.